# Менцл, Франтишек
Франтишек Менцл (чеш. František Mencl; 21 января 1879, дер. Либрантице Австро-Венгрия (ныне район Градец-Кралове, Краловеградецкий край Чешской Республики) — 27 января 1960, Прага) — чешский и чехословацкий инженер, проектировщик.

## Биография
Родился в семье, представители которой на протяжении четырёх поколений занимались архитектурой и строительством.
С 1902 по 1939 год работал в управлении мостостроения мэрии Праги. Сторонник сооружения арочных бетонных и железобетонных мостовых конструкций.
Внёс значительный вклад в создание современного облика столицы Чехии города Праги. Тесно сотрудничал с Властиславом Гофманом. Принимал активное участие в строительстве ряда мостов через р. Влтава в Праге, в том числе:
- Главкув мост
- Манесов мост
- Тройский мост
- Либеньский мост
- Йираскув мост

Автор ряда статей и книг о строительстве мостов. Редактировал журнал «Krematorium» .
- Главкув мост
- Манесов мост
- Либеньский мост
- Йираскув мост
- Тройский мост